# Macropsis aristogeiton
Macropsis aristogeiton är en insektsart som beskrevs av Rauno E. Linnavuori 1978. Macropsis aristogeiton ingår i släktet Macropsis och familjen dvärgstritar. Inga underarter finns listade i Catalogue of Life.